# TAT-1

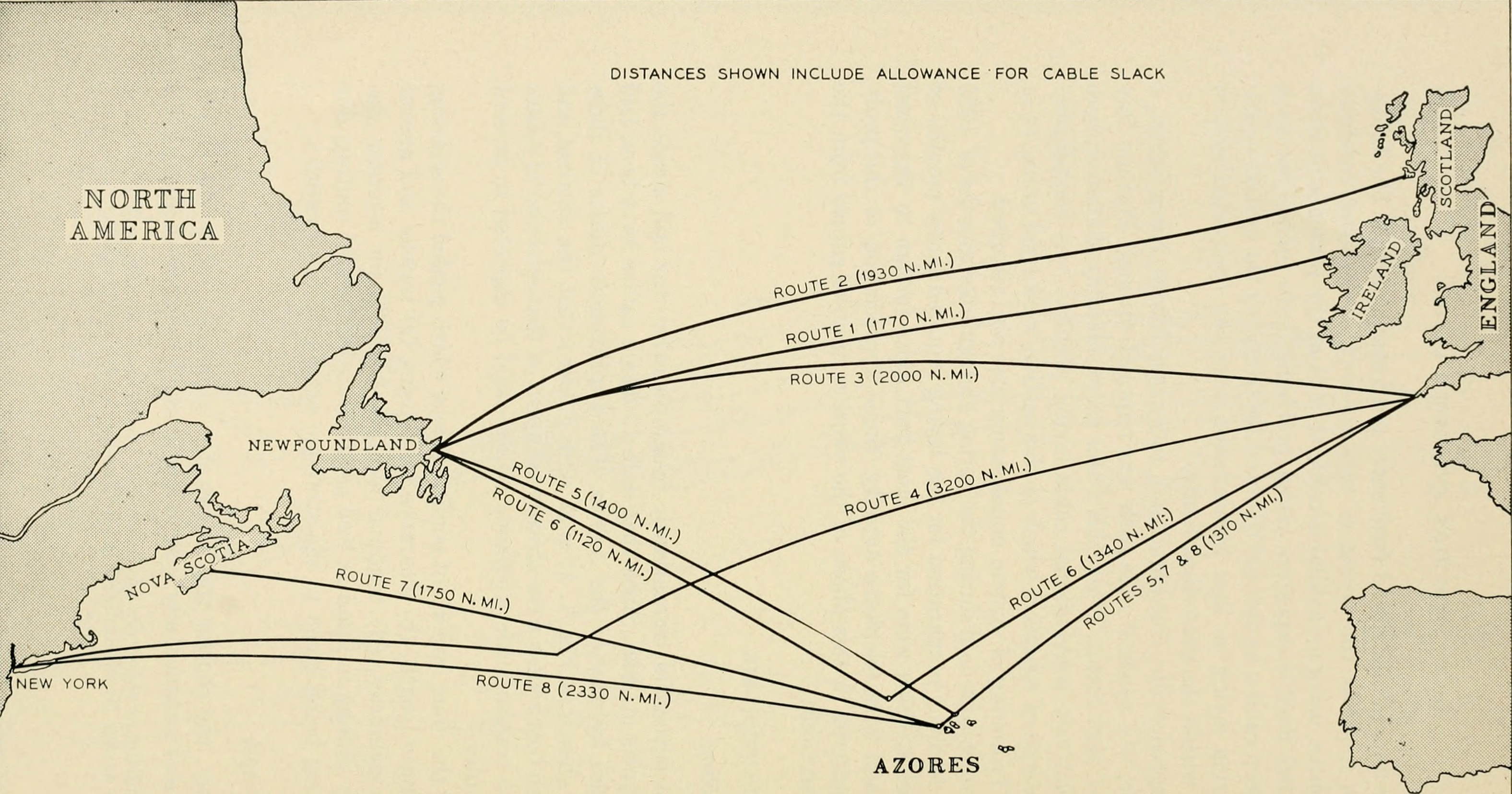
1956年初研究的路线

TAT-1（Transatlantic No. 1）是第一条跨大西洋电话电缆系统，位于苏格兰奧本与纽芬兰克拉伦维尔之间。该电缆系统在1955年至1956年间铺设了两条，每个方向一条。它于1956年9月25日开始应用。该电缆系统能够同时承载35门电话线路。第36条信道用于承载22条电报线路。

## 历史

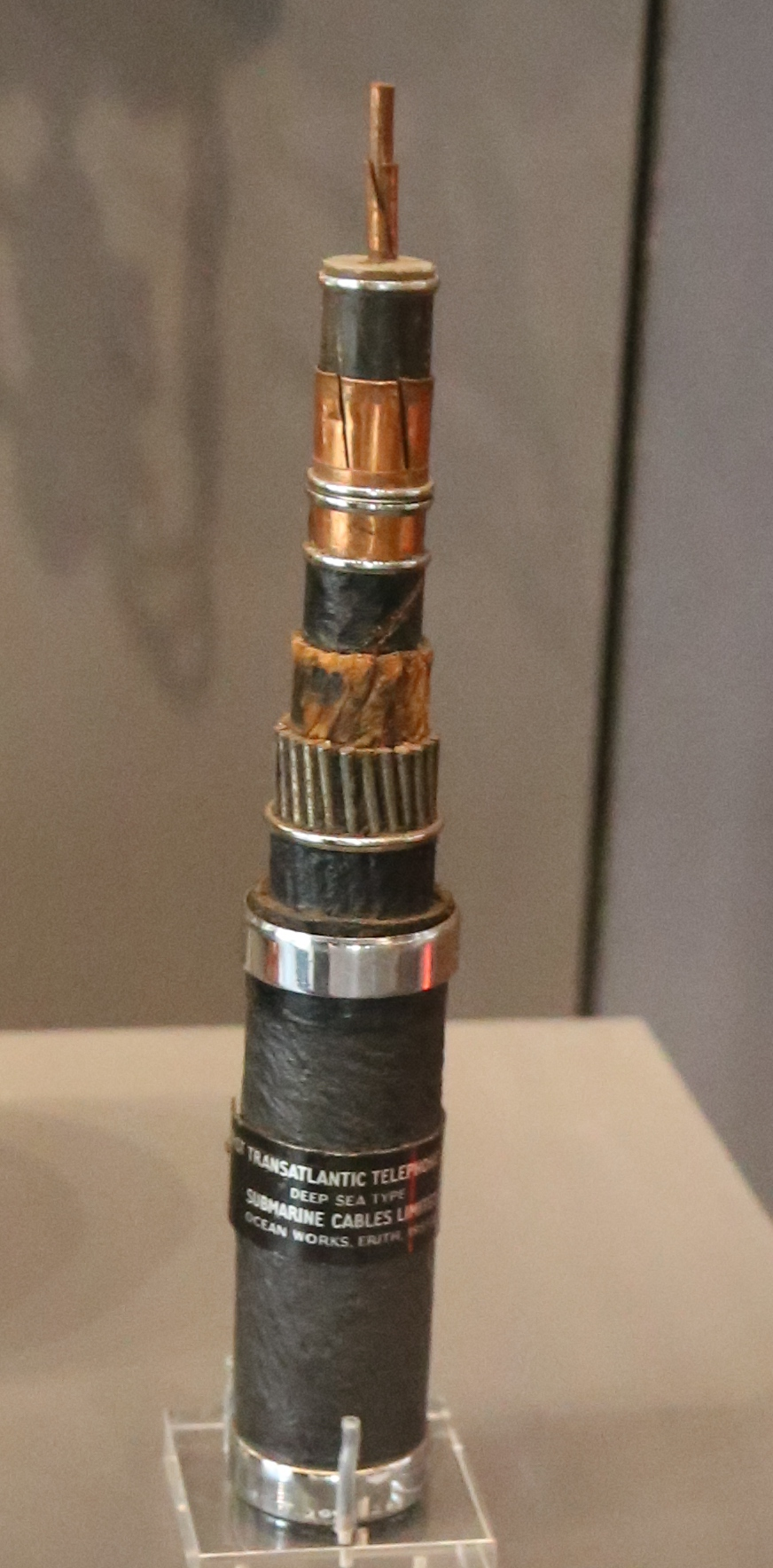
TAT 1电缆的截面，各层依次剥离

第一条跨大西洋电报电缆在1858年被铺设（见賽勒斯由西場）。它只运作了一个月，在1866年被一条成功的连接取代。一项基于无线电的跨大西洋电话服务在1927年开始，每三分钟收费9英镑（约45美元；约为2010年的550美元），每年处理大约30万通电话。虽然当时讨论了电话电缆，但在20世纪40年代取得一系列技术进步前那不现实。
使TAT-1成为可能的发展是同轴电缆、聚乙烯绝缘层（取代杜仲胶）、用于水下中继器的非常可靠的真空管，以及载波设备的改进。晶体管没有被使用，它的发明时间较短，寿命未知。
邮政署长于1953年12月1日宣布建立连接的协议。该项目是英国邮政总局、美国电话电报公司及加拿大海外电信公司之间的联合项目。邮局总局计划的股份分配为英国40%，美国50％，加拿大10%。总成本约1.2亿英镑。
它由两根主电缆组成，每个传输方向一根。每根电缆都以三个组成部分生产和铺设：两个浅水装甲，一个长1,500海里（2,800）的连续中心段。电子中继器由美国贝尔电话实验室设计，它们是柔性的，并每隔37海里（69）插入到电缆，中央部分共有51个中继器。铠装电缆在伦敦东南部肯特郡埃里思由西门子兄弟有限公司和电报建设维护公司有限公司共同拥有的海底电缆有限公司制造。
电缆在1955年和1956年的夏天铺设，大部分工作由英女王陛下的电报船（电缆船）君主号完成。在苏格兰奧本附近加拉纳赫湾的陆地端，电缆通过格拉斯哥和印威內斯连接到承载跨大西洋同轴电路（及24路电载波线）到伦敦法拉第大楼的国际交换中心。在纽芬兰的电缆登陆点并入克拉伦维尔，然后由另一条到达新斯科舍悉尼矿区的海底电缆越过300英里（480）的卡伯特海峡。在那里，通信业务通过微波无线中继链路到达美国边界，并在缅因州不伦瑞克接入美国主要网络，并分支到蒙特利尔以连接加拿大网络。
自1956年9月25日开通，TAT-1在公共服务的前24小时内进行了588次伦敦与美国的电话，119次伦敦与加拿大的电话。
最初的36个信道为4kHz。后来将带宽缩窄到3kHz以增加到48个信道。之后又通过C Carrier设备增加了额外三个信道。时分语音插值（TASI）于1960年在TAT-1电缆上实施，并有效将电缆容量从最初的37个（之后有51个可用信道）增加到72个语音电路。
TAT-1承担着美国与苏联元首之间的莫斯科-华盛顿热线，不过为避免误解所使用的是電傳打字機而非语音通话。该链路于1963年7月13日开始运行，主要是因古巴导弹危机中美国所面临的问题，例如需要12个小时才能接收和解码最初的约3000词的信息。在消息被解码和解释并准备好回答之时，就已收到了另一则更为激进的信息。
1957年5月，TAT-1被用于传输歌手和民权活动家保罗·罗伯逊的音乐会，在纽约为伦敦的圣潘克拉斯市政厅和威尔士表演。由于麦卡锡主义，罗伯逊的护照在1950年被美国当局撤回，而无法接受众多到国外演出的邀请，他说：“我们必须学习用另一种方式歌唱”。音乐质量所需电路的15分钟连接成本约300英镑（约为2015年的6500英镑）。
在TAT-1成功后，一系列其他的跨大西洋（TAT）电缆被铺设，TAT-1于1978年退休。
TAT-1在2006年被定名为一个IEEE里程碑。